# Mnemosyne pernambucoensis
Mnemosyne pernambucoensis är en insektsart som beskrevs av Van Stalle 1987. Mnemosyne pernambucoensis ingår i släktet Mnemosyne och familjen kilstritar. Inga underarter finns listade i Catalogue of Life.